# Jacques Buteux
Pour les articles homonymes, voir Buteux.
Jacques Buteux (1600-1652) est un jésuite français connu pour avoir évangélisé la région des Trois-Rivières. Il est considéré comme le fondateur de Cap-de-la-Madeleine.

## Biographie
Né en avril 1600 à Abbeville, en Picardie, il entre, le 2 octobre 1620, dans la compagnie de Jésus, à Rouen. Arrivé à Québec le 24 juin 1634, il est de suite chargé d'aller, avec le père Le Jeune, fonder la mission des Trois-Rivières. Il visite le poste de Tadoussac, de 1644 à 1647.
Pendant dix-huit ans, il s'occupe à convertir les Montagnais et les Algonquins. Doué d'une grâce toute particulière, il sait toucher les cœurs de ces Amérindiens et leur inspirer les sentiments de la piété. Dès l'année 1641, quelques autochtones de la nation des Attikameks ou Poissons Blancs, descendus à la résidence des Trois-Rivières s'étaient fait instruire, et avaient embrassé la foi avec une grande ferveur. Le 4 avril 1651, le père Buteux part pour aller servir la mission de Saint-Pierre à Shawinigan au milieu de cette tribu, située au nord des Trois-Rivières.
Il écrit, la veille de son départ, au père Ragueneau. " Mon R. Père, lui disait-il, c'est à ce coup qu'il faut espérer que nous partirons. Dieu veuille que ces résolutions soient fermes, et qu'enfin nous partions une bonne fois, et que le ciel soit le terme de notre voyage. Sac spes reposita est in sinu meo. Je pars accompagné de mes misères, j'ai grand besoin de prières. Le cœur me dit que le temps de mon bonheur s'approche. Dominus est, quod bonum est in oculis suisfaciat."
Le père est accompagné d'un jeune Français et d'un jeune chrétien huron. Le 10 mai 1652, ils sont tous trois surpris par une troupe d'Iroquois, qui saisissent le jeune Huron, et font feu sur ses deux compagnons. Le père Buteux tombe frappé de deux balles à la poitrine, et les Iroquois, s'étant jetés sur lui, l'assomment à coups de hache. Son compagnon a le même sort, et tous deux expirent en prononçant le saint nom de Jésus. Leurs corps dépouillés sont jetés dans la rivière Saint-Maurice.
Une école est nommée en son honneur à Trois-Rivières et à La Tuque. Deux rues portent également son nom à Trois-Rivières, soit la rue Buteux dans le district du Carmel, et la rue Jacques-Buteux dans le secteur Cap-de-la-Madeleine Une autre se trouve à La Tuque.
Une ZEC est nommé en sa mémoire dans les régions de Charlevoix et Bas-Saguenay, aux limites des municipalités de Saint-Siméon, Baie-Sainte-Catherine, Petit-Saguenay et du territoire non-organisé de Sagard, c'est la Zec Buteux–Bas-Saguenay. 
Depuis l'été 2007 une section du Sentier national porte le nom de Tronçon Père Jacques Buteux. Il relie la halte routière de la route 155 de Grandes-Piles à la route 159. Le tronçon fait 12,9 km.
La micro-brasserie Le Trou du Diable (à Shawinigan) a créé une bière de type d’abbaye en son honneur, surnommé La Buteuse.